# Georgia Libre
Georgia Libre (en georgiano: თავისუფალი საქართველო) es un partido político en Georgia fundado por el político Kaja Kukava tras las elecciones locales de 2010.

## Historia
El partido político Georgia Libre fue fundado en 2010 por el actual líder del partido, Kaja Kukava, junto con sus compañeros. Se considera heredero ideológico del bloque electoral Mesa Redonda-Georgia Libre. El segundo congreso del partido se llevó a cabo el 6 de noviembre de 2012 en la ciudad de Kutaisi.
Hasta 2012, el partido estuvo en la oposición del gobierno de Mijeíl Saakashvili y fue organizador y participante de numerosas protestas. Después de las elecciones parlamentarias de 2012, Georgia libre estuvo en oposición constructiva con el gobierno del Sueño georgiano.

## Ideología
Las principales ideologías respecto a la política interna son la realización de elecciones libres y justas, la restauración de la justicia, las reformas del poder judicial y el autogobierno. 
Las principales áreas de la política social son la reforma del servicio público, la financiación estatal de los sectores de la salud y la educación, la reforma de las pensiones y la implementación del programa demográfico. 
El programa económico del partido incluye el apoyo a la producción nacional y a los campesinos, así como la lucha contra los monopolios. 
Las prioridades de política exterior del partido son la protección de la identidad de Georgia, la integración europea y la resolución de conflictos con Rusia.  El partido está en contra de la integración de Georgia en la OTAN. 

## Resultados electorales

### Elecciones parlamentarias
| Elección | Votos  | %    | Representantes | +/–   | Posición | Coalición                                           |
| -------- | ------ | ---- | -------------- | ----- | -------- | --------------------------------------------------- |
| 2012     | 5826   | 0,27 | 0/150          | Nuevo | 7.º      |                                                     |
| 2016     | 88.097 | 5,01 | 6/150          | 6     | 3.º      | Alianza de los Patriotas de Georgia-Oposición Unida |
| 2020     | 6.393  | 0,33 | 0/150          | 6     | 14.º     |                                                     |

### Elecciones presidenciales
| Elección | Votos  | %    | Candidato   | +/–   | Posición |
| -------- | ------ | ---- | ----------- | ----- | -------- |
| 2013     | -      | -    | -           | -     | -        |
| 2018     | 21.195 | 1,33 | Kaja Kukava | Nuevo | 7.º      |

### Elecciones locales
| Elección | Votos  | %    | Representantes | +/–   | Coalición | Posición |
| -------- | ------ | ---- | -------------- | ----- | --------- | -------- |
| 2017     | 38.898 | 2,59 | 7/2043         | Nuevo | MD-GL     | 6.º      |
| 2021     | 3352   | 0,19 | 1/2068         | 6     |           | 15.º     |